# Toni Duggan
Toni Duggan (* 25. Juli 1991 in Liverpool) ist eine englische  ehemalige Fußballspielerin. Die Stürmerin spielte von 2017 bis 2019 beim FC Barcelona und von 2012 bis 2020 für die englische Nationalmannschaft. Zur Saison 2019/20 wechselte sie zu Atlético Madrid. Nach zwei Spielzeiten in Spanien kehrte sie zurück nach England und spielte bis zum Karriereende wieder für den FC Everton.

## Karriere

### Verein
Duggan spielte schon mit 16 Jahren für die erste Mannschaft von Everton und erzielte in der Verlängerung des Halbfinales des FA Women’s Premier League Cup der Saison 2007/2008 das entscheidende Tor, mit dem Everton ins Finale einzog und dort erstmals diesen Pokal gewann. 2010 gewann sie mit Everton den FA Women’s Cup durch ein 3:2 im Finale gegen Arsenal. In der UEFA Women’s Champions League 2009/10 wurde das Sechzehntelfinale erreicht, wo sie in den beiden Spielen gegen den norwegischen Meister Røa IL eingesetzt wurde. Nach einer 0:3-Auswärtsniederlage reichte der 2:0-Heimsieg nicht, um die nächste Runde zu erreichen. 2010/11 lief es besser. Da wurde das Viertelfinale erreicht, wo aber zweimal gegen den deutschen Vizemeister zweimal verloren. Duggan kam in sechs Spielen zum Einsatz und erzielte dabei sechs Tore.
Zur Saison 2014 der FA WSL wechselte sie zu Manchester City. Mit ManCity wurde sie 2016 englische Meisterin und gewann den FA Women’s Cup 2016/17. In der Liga gelang den Citizens 2016 das Double aus Meisterschaft und WSL-Ligapokalsieg. In der UEFA Women’s Champions League 2016/17 kam sie in sieben Spielen zum Einsatz und erreichte mit ihrer Mannschaft das Halbfinale, wo nach einer 1:3-Heimniederlage gegen Titelverteidiger Olympique Lyon der 1:0-Auswärtssieg nicht reichte, um ins Finale zu kommen. Im Achtelfinale hatte sie gegen Brøndby IF nach dem 1:0-Heimsieg im Rückspiel ihre Mannschaft wieder in Führung gebracht. Zwar konnte Brøndby noch ausgleichen, das reichte den Däninnen aber nicht.
Am 6. Juli 2017 unterzeichnete sie einen Zweijahresvertrag beim FC Barcelona. Mit Barcelona gewann sie 2018 den spanischen Pokal der Frauen und wurde zweimal Vizemeister in Spanien, womit der Verein auch für die UEFA Women’s Champions League qualifiziert war. 2017/18 schieden die Katalanen im Viertelfinale gegen Titelverteidiger Olympique Lyon nach zwei Niederlagen aus. Duggan kam in sechs Spielen zum Einsatz und erzielte dabei drei Tore. 2018/19 erreichte Barcelona als erste spanische Mannschaft das Finale, wo sie erneut auf Lyon trafen und mit 1:4 verloren. Duggan wurde in der 69. Minute beim Stand von 0:4 ausgewechselt. Die für sie eingewechselte nigerianische Nationalspielerin Asisat Oshoala konnte zwanzig Minuten später noch den „Ehrentreffer“ erzielen.
Am 31. Juli 2019 wechselte sie zum Ligakonkurrenten Atlético Madrid. Mit Madrid erreichte sie das Viertelfinale der UEFA Women’s Champions League 2019/20, das wegen der COVID-19-Pandemie erst im August 2020 im Baskenland ausgetragen wurde. Hier verlor sie mit Atlético mit 0:1 gegen ihren vorherigen Verein. Im Jahr darauf schied sie mit Atlético im Achtelfinale gegen die Chelsea FC Women nach einer 0:2-Auswärtsniederlage und einem 1:1 im Rückspiel aus.
Im Juli 2021 erhielt sie einen Zweijahresvertrag bei ihrem früheren Verein FC Everton, nachdem ihr Vertrag bei Atlético ausgelaufen war. Im September 2022 gab sie ihre Schwangerschaft bekannt, wodurch sie in der Saison 2022/23 nicht mehr zum Einsatz käme. Im März 2023 gab sie die Geburt ihrer Tochter bekannt. Im Oktober kam sie dann wieder für Everton zum Einsatz.
Am 18. September 2024 gab sie ihr Karriereende bekannt.

### Nationalmannschaft
Duggan spielte in den englischen U-19-, U-20- und U-23-Mannschaften, für die sie in 38 Spielen 20 Tore erzielte. 2009 gewann sie mit der U-19-Mannschaft die Europameisterschaft in Belarus, wobei sie beim 2:0 im Finale gegen Schweden das erste Tor erzielte. 2008 und 2010 nahm sie mit der U-20-Mannschaft an den U-20-Weltmeisterschaften in Chile (1 Tor im Gruppenspiel gegen Chile, und ein Tor in der 5. Minute der Nachspielzeit gegen Neuseeland, wodurch das Viertelfinale erreicht wurde.) und Deutschland teil, schied aber 2008 im Viertelfinale gegen den späteren Sieger USA und 2010 in der Vorrunde aus. Mit der U-23-Mannschaft nahm sie 2012 an einem Turnier in La Manga teil, bei dem sie in allen drei Spielen gegen Norwegen, die USA und Schweden eingesetzt wurde und in den Spielen gegen die USA und Schweden jeweils ein Tor erzielte.
Beim EM-Qualifikationsspiel gegen Kroatien am 19. September 2012 machte sie ihr erstes Länderspiel in der A-Nationalmannschaft. Beim Zypern-Cup 2013 wurde sie in den Gruppenspielen gegen Italien, Schottland (Erstes A-Länderspieltor in der 45. Minute zum zwischenzeitlichen 2:1, Endstand 4:4) und Neuseeland (Tor in der 90. Minute zum 3:1) eingesetzt. Duggan stand im englischen Kader für die EM 2013 in Schweden und wurde in zwei Spiele eingesetzt, in denen ihr ein Tor gelang.
In der Qualifikation zur WM 2015 hatte sie sieben Einsätze und war mit zehn Toren beste Torschützin ihrer Mannschaft. Bei der WM wurde sie in den drei Gruppenspielen, im Viertel- und Halbfinale eingesetzt, wo die Engländerinnen durch ein Eigentor in der Nachspielzeit gegen Titelverteidiger Japan ausschieden. Im Spiel um Platz 3, wo erstmals gegen Deutschland gewonnen wurde, kam sie nicht zum Einsatz.
In der Qualifikation für die EM 2017 hatte sie drei Einsätze. Bei der EM wurde sie in den drei Gruppenspielen eingesetzt und erzielte dabei zwei Tore. Auch bei der Halbfinalniederlage gegen die Gastgeberinnen kam sie zum Einsatz.
In der Qualifikation zur WM 2019 erzielte sie vier Tore in sieben Spielen und qualifizierte sich mit ihrer Mannschaft als Gruppensieger für die WM in Frankreich. Beim Testspiel gegen Österreich am 8. November 2018 trug sie erstmals die Kapitänsbinde. Als einzige Spielerin kam sie in den ersten 17 Spielen unter dem neuen Trainer Phil Neville zum Einsatz.
Im März 2019 gewann sie den SheBelieves Cup 2019. Nach weiteren Einsätzen in den beiden letzten Spielen vor der WM-Kadernominierung, wurde sie am 8. Mai für die WM in Frankreich nominiert. Bei der WM kam sie erstmals im Gruppenfinale gegen Japan zum Einsatz, wurde aber nach 83 Minuten ausgewechselt. Im Achtelfinale gegen Kamerun spielte sie dann über 90 Minuten und im Viertelfinale gegen Norwegen nochmals für 54 Minuten. Ihre Mannschaft belegte am Ende den vierten Platz.
Ihre bisher letzten Länderspiele bestritt sie im März 2020 beim SheBelieves Cup 2020. Nach der darauffolgenden Länderspielpause wegen der COVID-19-Pandemie wurde sie nicht wieder berücksichtigt.

## Erfolge
- FA Women’s Premier League Cup Siegerin 2008
- U-19-Europameisterin 2009
- FA Women’s CupSieg 2010 (mit Everton), 2016/17 (mit Manchester City)
- Zypern-Cup Siegerin 2013 (ohne Finaleinsatz)
- WSL-Ligapokalsieg 2014 und 2016 (mit Manchester City)
- WM-Dritte 2015
- Englische Meisterin 2016 (mit Manchester City)
- Spanische Pokalsiegerin 2018 (mit Barcelona)
- SheBelieves Cup Siegerin 2019
- Spanische Supercup-Gewinnerin 2020/21